# Ugo III di Borgogna
Ugo III di Borgogna in francese Hugues III de Bourgogne (1148 – San Giovanni d'Acri, 6 settembre 1192) fu duca di Borgogna dal 1162 e delfino consorte del Viennois, dal 1183, alla sua morte.

## Origine
Ugo, come conferma la Histoire généalogique des ducs de Bourgogne de la maison de France, era l'unico figlio maschio del duca di Borgogna, Oddone II, e di Maria di Blois(1128 – 1190), la figlia primogenita del conte di Blois, di Chartres, di Meaux e di Châteaudun, signore di Sancerre e Amboise, conte di Troyes e conte di Champagne, Tebaldo, come ci viene confermata anche dalla Chronica Albrici Monachi Trium Fontium e di Matilde di Carinzia, figlia del duca di Carinzia, Enghelberto, come ci conferma Orderico Vitale nel volume VI, libro XI del suo Historia Ecclesiastica, Libri tredicim; anche Guglielmo di Tiro, che è stato arcivescovo della città di Tiro, nell'odierno Libano, nel suo Historia rerum in partibus transmarinis gestarum, cita il duca Ugo III come figlio della sorella di Tebaldo V di Blois, mentre gli Annales S. Benigni Divionensis citano Ugo III di Borgogna come figlio della figlia del conte di Champagne, Tebaldo II (Hugo, dux Burgundie, filius filie comitis Theobaldi comitis Campanie).
Oddone II di Borgogna, come conferma la Histoire généalogique des ducs de Bourgogne de la maison de France, era il figlio maschio primogenito del duca di Borgogna, Ugo II e di Matilda di Mayenne ( - dopo il 1162), figlia di Bosone I di Turenna, visconte di Turenna (anche se prima aveva ipotizzato che potesse essere figlia di Raimondo di Saint-Gilles, conte di Saint-Gilles, marchese di Gotia, Conte di Tolosa, che fu uno dei baroni della Prima Crociata (Crociata dei baroni) e, dal 1102,fu anche conte di Tripoli).
Il suo prozio, Enrico (1066-1112) divenne un vassallo del re di Castiglia, Alfonso VI e signore feudale della contea del Portogallo sposando, nel 1093, la figlia illegittima di Alfonso VI, Teresa di León ed il loro figlio fu Alfonso Henriques, primo re di Portogallo, come ci conferma il monaco e cronista inglese, Orderico Vitale, dal 1139.

## Biografia
Suo padre, Oddone morì nel 1162, dopo che in quello stesso anno era stato scomunicato da suo fratello (lo zio di Ugo), Enrico, vescovo di Autun; secondo la Histoire des ducs de Bourgogne de la race capétienne, tome V, obituaire de Moleme, morì il 27 settembre (V Kal October obit Odo dux Burgundiae); la morte nel mese di settembre viene confermata anche dagli Annales S. Benigni Divionensis (1162. Hoc anno obiit mense Sept. Odo dux Burgundiæ, relinquens filium Hugonem).
Il ducato passò all'unico figlio maschio, Ugo, che, come ci viene confermato dalla Histoire des ducs de Bourgogne de la race capétienne, tome II, sino al 1165, governò sotto la tutela della madre, Maria di Blois, che, in quell'anno, si ritirò in monastero e, nel 1174, divenne badessa dell'abbazia di Fontevrault, dove morì verso il 1190 (la Histoire généalogique des ducs de Bourgogne de la maison de France riporta la morte il 6 agosto.
Descritto dai cronisti storici come un uomo molto bellicoso, l'ascesa al ducato (la reggenza della madre Maria era terminata nell'aprile del 1165) di Ugo III portò la fine del periodo di pace e stabilità di cui la Borgogna aveva sino ad allora goduto.

Blasone del Ducato di Borgogna.

Egli fu coinvolto in conflitti per i confini dei suoi feudi anche contro il re di Francia, Luigi VII; ma, nel 1166, alleato del re Luigi VII, combatté il conte di Châlons, Guglielmo II che molestava i monaci di Cluny, ricevendone in cambio una parte della contea di Châlons, tra cui la città di Chalon.
Nel 1168, Ugo fece fortificare Châtillon, che apparteneva a suo zio paterno il vescovo di Langres, Gualtiero di Borgogna, al quale poi, nel 1179, regalerà la contea di Langres, dopo averla ricevuta dal conte Guido di Saux, in cambio di altri territori.
Nel 1171, partì per la Terra santa, in compagnia dello zio materno, Stefano, conte di Sancerre, come ci viene confermato da Guglielmo di Tiro,
come semplice pellegrino, assieme ad altri cavalieri di Borgogna, col compito di portare ai Crociati una somma di denaro fornita dal re Luigi VII. Rientrando in Francia, passò da Roma, per rendere omaggio a papa Alessandro III, nel 1172.
Rientrato nel 1174 nel suo ducato, dovette subito combattere il conte di Nevers ed il signore di Vergy, che rifiutavano di prestargli il proprio omaggio di vassallaggio; Ugo invase i territori intorno ad Auxerre, e fece prigioniero il conte di Nevers, che trattò la pace.
Nel 1176, assalì e depredò la ricca delegazione inglese di ritorno dalla Sicilia, dove aveva accompagnato, per il matrimonio col re di Sicilia, Guglielmo II il Buono, Giovanna Plantageneta, figlia del re d'Inghilterra, Enrico II.
Nell'estate del 1182 scoppiò la guerra tra il re d'Inghilterra, Enrico il Giovane (Il re d'Inghilterra, Enrico II Plantageneto, pur mantenendo il reale potere sul regno, nel 1170 aveva incoronato re d'Inghilterra il figlio primogenito quindicenne, anche lui di nome Enrico, detto il Giovane) e suo fratello, il futuro re d'Inghilterra, Riccardo, duca d'Aquitania, che sconvolse l'Aquitania per circa un anno; Ugo, assieme al conte di Tolosa, Raimondo V, si schierò con Enrico il Giovane. La guerra terminò per la morte di Enrico, cosicché il duca di Borgogna, Ugo ed il conte di Tolosa, Raimondo rientrarono nei loro possedimenti e Riccardo rimase padrone della situazione.
Quando Filippo II Augusto era succeduto a Luigi VII sul trono di Francia nel 1180, Ugo aveva colto l'occasione per rafforzarsi togliendo vassalli al re di Francia, però Filippo II Augusto, che non intendeva vedere i suoi vassalli prestare omaggio ad altri, iniziò una guerra, innescata dal signore di Vergy, di nome Ugo, e per il controllo della contea di Nevers, che vide Ugo III alleato delle contee di Fiandra e di Champagne. La guerra, iniziata nel 1183 si protrasse sino al 1187. Filippo, nel marzo del 1187, attaccò la città di Châtillon. La città cadde e la sua guarnigione, guidata dal figlio di Ugo III, Oddone, fu fatta prigioniera.
Ugo si arrese e per ottenere la pace dovette pagare una ammenda di trentamila Livre e consegnare tre castelli a Filippo II, che si ritirò da Châtillon. La liberazione di Oddone pare che fosse stata appoggiata dall'imperatore, Federico Barbarossa. La pace tra Ugo e Filippo II fu sancita, in quello stesso anno a Tonnerre.
Nel 1186, Ugo III fece una donazione all'abbazia di Cluny, assieme ai figli Oddone e Alessandro come appare dal documento nº 4309 del Recueil des chartes de l'abbaye de Cluny. Tome 5.
Ugo si dedicò anche alla prosperità del suo ducato, quando nel 1187 trasferì la capitale della Borgogna da Beaune a Digione, per trasformare la città in un centro commerciale di notevole rilevanza.
Alla fine dell'estate del 1190 seguì il re di Francia, Filippo II Augusto, alla terza crociata e combatté nell'assedio che portò alla conquista di San Giovanni d'Acri, il 12 luglio del 1191.
Quando Filippo II Augusto, nell'estate del 1191, ritornò in Francia, lasciò a Ugo il comando delle truppe francesi. Alleato fidato del suo ex avversario, ora re d'Inghilterra, Riccardo Cuor di Leone lottò assieme a lui contro il Saladino. Ugo seguì Riccardo Cuor di Leone nella marcia verso Gerusalemme e partecipò alla battaglia di Arsuf (dove divise con il Cuor di Leone la gloria della vittoria, il 7 settembre del 1191). Dopo questa battaglia i Francesi abbandonarono l'esercito e tornarono a San Giovanni d'Acri, dove, l'anno seguente, Ugo morì; secondo il necrologio degli Obituaires de Lyon II, Diocèse de Chalon-sur-Saône, Abbaye chef d'ordre de Cîteaux (non consultato), Ugo morì in Terra santa (Hugo dux Burgundie qui obit ultra mare) il 6 settembre (VIII Id Aug); anche la Chronica Albrici Monachi Trium Fontium conferma che Ugo morì in Terra Santa (dux Burgundie Hugo ex parte regi ibi dismissus, non multo post mortuus est) e dice anche che fu sepolto presso i Templari (apud Templarios), che si erano stabiliti a San Giovanni d'Acri;
Secondo la Histoire généalogique des ducs de Bourgogne de la maison de France, Ugo, dopo aver lasciato l'esercito di Riccardo Cuor di Leone, si ritirò a Tiro, dove passò l'inverno e dove morì e da dove fu trasportato a Cîteaux e fu sepolto nell'Abbazia di Cîteaux. Il capitolo XX della Histoire des ducs de Bourgogne de la race capétienne, tome III, ci narra la terza crociata di Ugo III: i preparativi della partenza, i cavalieri di Borgogna che l'accompagnavano, l'incontro col re di Francia, Filippo II, la sua visita nel Delfinato, la nomina a reggente del ducato di Borgogna della sua seconda moglie, Beatrice di Albon, il raggiungimento della Sicilia, dove passò l'inverno con Filippo II e con Riccardo Cuor di Leone, la sua missione a Genova per procurarsi la flotta per il passaggio dalla Sicilia in Terra Santa, l'arrivo e l'assedio di San Giovanni d'Acri, la partenza per la Francia di Filippo II e la sua nomina a connestabile dell'esercito francese, la separazione dall'esercito di Riccardo Cuor di Leone, le dispute tra i Crociati, il ritiro a San Giovanni d'Acri, dove passò l'inverno e dove morì; l'imbalsamazione del suo corpo, profumato e deposto in una cassa di cedro, trasportato a Cîteaux, dove fu sepolto nell'Abbazia di Cîteaux, ed infine il figlio Oddone gli succedette nel titolo di duca di Borgogna.

## Matrimoni e discendenza
Nel 1165 Ugo aveva sposato, dietro il suggerimento dello stesso imperatore, la nipote dell'imperatore, Federico Barbarossa, Alice di Lorena, figlia del duca di Lorena, Matteo I, e di Berta di Svevia, come ci conferma la Chronica Albrici Monachi Trium Fontium. Alice, ripudiata da Ugo III, nel 1183, fece ritorno in Lotaringia, dove secondo la Diocèse de Chalon-sur-Saône, Abbaye chef d'ordre de Cîteaux (non consultato), morì il 4 marzo del 1200 circa.
Ugo da Alice di Lorena ebbe quattro figli:
- Oddone[41] (1166 - 1218), duca di Borgogna
- Alessandro[41] (1170 - 1205), signore di Montagu, capostipite del ramo dei signori di Montagu, che aveva sposato Beatrice di Rèqn o di Georgy
- Dolce o Maria (1175 - circa 1219), che aveva sposato nel 1196 Simone di Sémur, signore di Luzy
- Alice (1177), che aveva sposato Bernardo VII, signore di Mercœur.

Nel 1183 Ugo, dopo aver ripudiato la prima moglie Alice, come ci viene confermata anche dalla Chronica Albrici Monachi Trium Fontium e si risposò lo stesso anno con la vedova di Alberico Tagliaferro (circa 1160-1183, figlio del conte di Tolosa, marchese di Provenza e duca di Narbona, Raimondo V), Beatrice di Albon(1161 - 1228), delfina del Viennois, figlia di Ghigo V di Albon, delfino del Viennois e di Beatrice di Monferrato.
Ugo da Beatrice di Albon ebbe tre figli:
- Andrea Ghigo[41] (1184 - 1237), delfino della contea di Vienne, che sposò dapprima (1202) Beatrice di Sabran (1182 – dopo il 1248), dalla quale ebbe un figlio e dalla quale si separò per sposare (1219) Beatrice di Monferrato (1204 – 1274), che gli diede due figli;
- Matilde (1190 - 1242), che sposò nel 1214 il Conte di Chalon e  futuro signore di Salins, Giovanni detto il Saggio (1190-1267), come ci viene confermato dalla Histoire généalogique et chronologique de la maison royale de France, Tome 1[45];
- Margherita o Anna (1192 - 1243), che sposò nel 1222 Amedeo IV, conte di Savoia (1197 – 1253), come co conferma il documento n° 732 del Peter der Zweite, Graf von Savoyen, Markgraf in Italien, parte del testamento del nipote di Margherita, Ghigo VII del Viennois, figlio del fratello di Margherita, Andrea Ghigo VI del Viennois[46].

## Ascendenza
|                         |                     |                         | Genitori                  |  |  | Nonni |  |  | Bisnonni             |  |  | Trisnonni          |  |
|                         |                     |                         |                           |  |  |       |  |  | Oddone I di Borgogna |  |  | Enrico di Borgogna |  |
|                         |                     |                         |                           |  |  |       |  |  | Oddone I di Borgogna |  |  | Enrico di Borgogna |  |
|                         |                     | Sibilla di Barcellona   |                           |  |  |       |  |  | Oddone I di Borgogna |  |  |                    |  |
| Ugo II di Borgogna      |                     |                         |                           |  |  |       |  |  | Oddone I di Borgogna |  |  |                    |  |
|                         |                     | Matilde di Borgogna     | Guglielmo I di Borgogna   |  |  |       |  |  |                      |  |  |                    |  |
|                         |                     | Matilde di Borgogna     | Guglielmo I di Borgogna   |  |  |       |  |  |                      |  |  |                    |  |
|                         |                     | Matilde di Borgogna     | Stefania di Borgogna      |  |  |       |  |  |                      |  |  |                    |  |
| Oddone II di Borgogna   |                     | Matilde di Borgogna     |                           |  |  |       |  |  |                      |  |  |                    |  |
|                         |                     | Bosone I di Turenna     | …                         |  |  |       |  |  |                      |  |  |                    |  |
|                         |                     | Bosone I di Turenna     | …                         |  |  |       |  |  |                      |  |  |                    |  |
|                         |                     | Bosone I di Turenna     | …                         |  |  |       |  |  |                      |  |  |                    |  |
| Matilde di Mayenne      |                     | Bosone I di Turenna     |                           |  |  |       |  |  |                      |  |  |                    |  |
|                         |                     | …                       | …                         |  |  |       |  |  |                      |  |  |                    |  |
|                         |                     | …                       | …                         |  |  |       |  |  |                      |  |  |                    |  |
|                         |                     | …                       | …                         |  |  |       |  |  |                      |  |  |                    |  |
| Ugo III di Borgogna     |                     | …                       |                           |  |  |       |  |  |                      |  |  |                    |  |
|                         | Stefano II di Blois | Tebaldo III di Blois    |                           |  |  |       |  |  |                      |  |  |                    |  |
|                         | Stefano II di Blois | Tebaldo III di Blois    |                           |  |  |       |  |  |                      |  |  |                    |  |
|                         | Stefano II di Blois | Gersenda del Maine      |                           |  |  |       |  |  |                      |  |  |                    |  |
| Tebaldo II di Champagne | Stefano II di Blois |                         |                           |  |  |       |  |  |                      |  |  |                    |  |
|                         |                     | Adele d'Inghilterra     | Guglielmo I d'Inghilterra |  |  |       |  |  |                      |  |  |                    |  |
|                         |                     | Adele d'Inghilterra     | Guglielmo I d'Inghilterra |  |  |       |  |  |                      |  |  |                    |  |
|                         |                     | Adele d'Inghilterra     | Matilde di Fiandra        |  |  |       |  |  |                      |  |  |                    |  |
| Maria di Blois          |                     | Adele d'Inghilterra     |                           |  |  |       |  |  |                      |  |  |                    |  |
|                         |                     | Enghelberto II d'Istria | Enghelberto I d'Istria    |  |  |       |  |  |                      |  |  |                    |  |
|                         |                     | Enghelberto II d'Istria | Enghelberto I d'Istria    |  |  |       |  |  |                      |  |  |                    |  |
|                         |                     | Enghelberto II d'Istria | Edvige                    |  |  |       |  |  |                      |  |  |                    |  |
| Matilde di Carinzia     |                     | Enghelberto II d'Istria |                           |  |  |       |  |  |                      |  |  |                    |  |
|                         |                     | Uta di Passau           | …                         |  |  |       |  |  |                      |  |  |                    |  |
|                         |                     | Uta di Passau           | …                         |  |  |       |  |  |                      |  |  |                    |  |
|                         |                     | Uta di Passau           | …                         |  |  |       |  |  |                      |  |  |                    |  |
|                         |                     | Uta di Passau           |                           |  |  |       |  |  |                      |  |  |                    |  |

### Fonti primarie
- (LA)  Saeculum XII. Orderici Vitalis,... Historia ecclesiastica.
- (LA)  Orderici Vitalis, Historiae ecclesiasticae libri tredecim. Tome 5.
- (LA)  Monumenta Germaniae Historica, Scriptores, tomus V.
- (LA)  Monumenta Germaniae Historica, Scriptores, tomus XXIII.
- (LA)  Recueil des chartes de l'abbaye de Cluny. Tome 5.
- (LA)  Historia rerum in partibus transmarinis gestarum.
- (LA, FR)  Histoire des ducs de Bourgogne de la race capétienne, tome V.
- (LA)  Recueil des historiens des Gaules et de la France. Tome 18.
- (LA)  Peter der Zweite, Graf von Savoyen, Markgraf in Italien
- (FR)  Historiae ecclesiasticae libri tredecim / ex veteris ... v.5, Table générale

### Letteratura storiografica
- Charles Lethbridge Kingsford, Il regno di Gerusalemme, 1099-1291, cap. XXI, vol. IV (La riforma della chiesa e la lotta fra papi e imperatori) della Storia del Mondo Medievale, 1979, pp. 757–782
- Louis Alphen, La Francia: Luigi VI e Luigi VII (1108-1180), cap. XVII, vol. V (Il trionfo del papato e lo sviluppo comunale) della Storia del Mondo Medievale, 1980, pp. 705–739
- Frederick Maurice Powicke, I regni di Filippo Augusto e Luigi VIII di Francia, cap. XIX, vol. V (Il trionfo del papato e lo sviluppo comunale) della Storia del Mondo Medievale, 1980, pp. 776–828
- Doris M. Stenton, Inghilterra: Enrico II, cap. III, vol. VI (Declino dell'impero e del papato e sviluppo degli stati nazionali) della Storia del Mondo Medievale, 1980, pp. 99–142* (FR)  Histoire des ducs de Bourgogne de la race capétienne.
- (FR)  Histoire des ducs de Bourgogne de la race capétienne, tome II.
- (FR)  Histoire des ducs de Bourgogne de la race capétienne, tome III.
- (FR)  Histoire généalogique et chronologique de la maison royale de France, Tome 1.
- (FR)  Histoire généalogique des ducs de Bourgogne de la maison de France.